# Gina Wilson
Gina Wilson (Victoria, 1952) es una activista australiana de derechos humanos de personas intersex. Fue la presidenta fundadora de Intersex Human Rights Australia (anteriormente conocida como OII Australia).

## Activismo
Gina Wilson fundó Intersex Human Rights Australia en 2009 y fue presidenta de la organización hasta su dimisión el 1 de septiembre de 2013. Fue reemplazada por Morgan Carpenter, y posteriormente colaboró como vicepresidenta. También ha sido miembro de la junta directiva de LGBTIQ+ Health Australia asociada del AIDS Council de Nueva Gales del Sur, y presidenta de la rama de Lidcombe, Nueva Gales del Sur del Partido Laborista Australiano.
En su trabajo en Intersex Human Rights Australia, Gina Wilson desempeñó un papel importante en la mejora del acceso a la atención sanitaria, la inclusión de las personas intersexuales en legislaciones en contra de su discriminación y en el cuidado de personas mayores.

### Legislación antidiscriminación
Wilson ha desempeñado un papel destacado en iniciativas legislativas antidiscriminatorias cuyo objetivo era la protección de personas basada en su "estado intersexual", compareciendo ante una comisión de investigación del Senado de Australia. En una entrevista con The Sydney Morning Herald Wilson habló sobre lo inapropiado que era que las propuestas iniciales para la inclusión de la intersexualidad en la legislación clasificaran la intersexualidad como una identidad de género.
Una investigación llevada a cabo por el Senado de Australia sobre legislación antidiscriminatoria respaldó el enfoque de la organización, y gracias a estos esfuerzos se añadió el "estado intersexual" a la Sex Discrimination Amendment (Sexual Orientation, Gender Identity and Intersex Status) Act 2013 (en español, Enmienda de ley de discriminación sexual (orientación sexual, identidad de género y estado intersexual) de 2013), que se convirtió en ley el 1 de agosto de 2013.

### Autonomía corporal
Wilson ha pedido el fin de las cirugías "normalizadoras" en bebés intersexuales, respaldándose en que tales intervenciones solo deberían realizarse cuando la persona sea capaz de dar su consentimiento informado. En sus comentarios sobre el Día de la conciencia para la comunidad intersexual de 2012, Wilson dijo: "En un nivel fundamental, la intolerancia, el fanatismo homofóbico y las antiguas supersticiones sustentan el maltrato contemporáneo al que son sometidas las personas intersex. Las personas intersexuales estamos sujetas a cambios de género forzados y alteraciones quirúrgicas en nuestros cuerpos para "hacer desaparecer" nuestras diferencias en una sociedad que considera las diferencias en la anatomía sexual como algo inherentemente sospechoso".
En una entrevista realizada por Andrew Bock para The Age, Wilson expresó su preocupación por el uso de pruebas prenatales para interrumpir el embarazo de fetos intersexuales.

### Salud mental y acceso a atención sanitaria
Wilson desempeñó un papel importante en la mejora al acceso a servicios cubiertos por Medicare en 2013. Intersex Human Rights Australia también ha pedido que se elimine a las personas intersexuales de las definiciones de disforia de género en el manual de diagnósticos de la Asociación Estadounidense de Psiquiatría, alegando que "se da por supuesto que la asignación hecha en el momento del nacimiento es correcta. El médico nunca se equivoca, es trabajo de la persona intersex corregir su propio error y acudir a un psiquiatra que intente 'arreglarnos'".

### Preocupación por documentos identificativos y el tercer género
Aunque Wilson acoge con satisfacción las directrices federales sobre el reconocimiento de género, también ha expresado su preocupación por la tergiversación de cuestiones intersexuales por parte de algunos grupos trans, incluida la instrumentalización de la intersexualidad en iniciativas que tienen como objetivo la creación de una tercera categoría de género, advirtiendo de "consecuencias de gran alcance no deseadas".